# Сичеро, Габриэль
Габриэ́ль Сиче́ро (исп. Gabriel Cichero; 25 апреля 1984, Каракас, Венесуэла) — венесуэльский футболист, игравший на позиции защитника. Выступал за сборную Венесуэлы.

## Карьера

### Клубная

#### Начало карьеры
Габриэль Сичеро начинал карьеру игрока в уругвайском клубе «Монтевидео Уондерерс», за который выступал с 2003 года. Вторую половину сезона 2005/2006 венесуэлец провёл на правах аренды в итальянском клубе «Лечче». Дебютировал в Серии А 12 февраля 2006 года, заменив на 41-й минуте матча с «Кальяри» Эрминио Рулло
. Всего защитник сыграл за «Лечче» в 4 матчах чемпионата.
В 2006 году Сичеро покинул «Монтевидео Уондерерс», перейдя вначале в болгарский «Вихрен», а в следующем году — в венесуэльский «Депортиво Италия». В 2008 году защитник отыграл 8 матчей в регулярном сезоне MLS за команду «Нью-Йорк Ред Буллз».

#### Венесуэла и Аргентина
В январе 2009 года Габриэль Сичеро стал игроком «Каракаса», в составе которого принимал участие в кубке Либертадорес 2009. Сыграв в рамках турнира 10 матчей, защитник дважды поражал ворота соперника. В 1/8 финала он забил гол в ворота эквадорского клуба «Депортиво Куэнка»
, а в четвертьфинале — в ворота «Гремио»
.
Год спустя «Каракас» вновь принял участие в кубке Либертадорес. Сичеро сыграл в том сезоне турнира 5 матчей и отметился голевой передачей на Рафаэля Кастельина в матче с «Фламенго»
.
Сезон 2010/2011 защитник провёл выступая на правах аренды за аргентинский клуб «Ньюэллз Олд Бойз». Впервые сыграл за новую команду 7 августа 2010 года в матче против «Эстудиантеса»
.
Единственный гол за аргентинскую команду Сичеро забил в ворота «Архентинос Хуниорс» в матче, сыгранном 12 сентября 2010 года
.

#### Французский этап
Летом 2011 года венесуэльский футболист был взят в аренду «Лансом», покинувшим по итогам предыдущего сезона французскую Лигу 1. Защитник провёл первый матч за команду 13 августа 2011 года (против «Труа»)
.
Сыграв за «Ланс» 8 матчей и вернувшись в январе 2012 года в расположение «Каракаса», защитник тем не менее в следующем сезоне продолжил карьеру в Лиге 2, так как был взят в аренду «Нантом».
Габриэль Сичеро дебютировал в составе «канареек» 4 августа 2012 года в матче против «Ним Олимпика»
.
Гол, забитый Сичеро прямым ударом со штрафного в ворота «Кана» 15 декабря 2012 года, стал для защитника первым во французском клубе
.
Всего за сезон в «Нанте» Габриэль Сичеро сыграл в различных турнирах 33 матча и забил 2 гола. В конце мая 2012 года французский клуб сообщил о том, что контракт Сичеро выкуплен у «Каракаса»
.

### В сборной
Габриэль Сичеро выступал за сборную Венесуэлы с 2004 по 2015 год.
Защитник в составе команды принимал участие в отборочных турнирах к чемпионатам мира—2010 (6 матчей)
 и —2014
.
В 2011 году защитник попал в заявку сборной на Кубок Америки, сыграл на турнире 6 матчей
 и забил гол в четвертьфинальном матче с чилийцами
.

## Достижения

### Командные
«Нью-Йорк Ред Буллз»
- Чемпион Восточной конференции MLS (1): 2008

 «Каракас»
- Чемпион Венесуэлы (2): 2008/09, 2009/10
- Обладатель кубка Венесуэлы (1): 2008/09

 «Нант»
- Третье место в Лиге 2 (1): 2012/13